# José María Bustillo

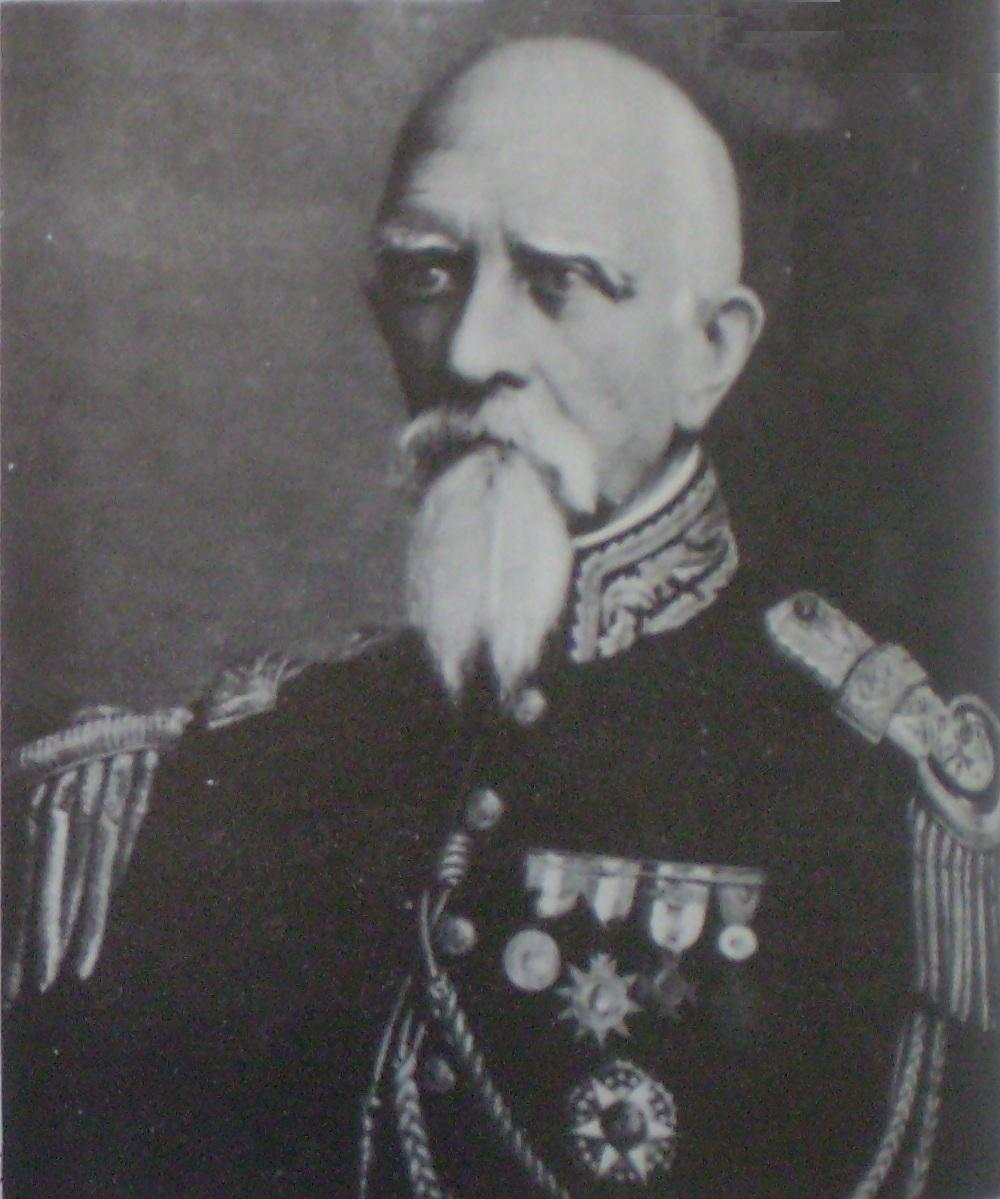
José María Bustillo

José María Bustillo († 1855 in Comayagua) war vom 10. September bis 1. Oktober 1835 Supremo Director der Provinz Honduras und vom 20. bis 27. August 1839 Director Supremo von Honduras.
José María Bustillo heiratete Petrona Vasquez Alcantara.
Joaquín Rivera Bragas war von 7. Januar 1833 bis 31. Dezember 1836 Jefe Supremo, sein Stellvertreter war Francisco Ferrera. Da Ferrera im Januar 1834 Parteifreunde von Rivera aus El Salvador bei San Bernardo, Namasigüe gefangen nehmen ließ, hatte Rivera kein Vertrauen mehr in Ferrera, weshalb er den Abgeordneten José María Bustillo 1835 als seinen Stellvertreter geschäftsführend regieren ließ. Dies schuf eine tiefe Feindschaft zwischen Rivera und Ferrera.
Am 26. Oktober 1838 erklärte sich unter der Provinzregierung von José María Martinez Salinas, Honduras als separater Staat. Ferrera kommandierte die Truppen von Honduras bei der Auseinandersetzung mit der Bundesregierung unter José Francisco Morazán Quezada, wozu die Separation von Honduras führte. Am 5. April 1839 wurden seine Truppen und die von Nicaragua durch die Truppen von Morazán bei der Schlacht von Espíritu Santo in El Salvador geschlagen. Am 25. September 1839 wurden die Truppen von Honduras in San Pedro Perulapán überrascht und Francisco Ferrera verletzt, worauf er nach Nicaragua flüchtete.
Da er als Separatist dem Druck von Morazán ausgesetzt war, ließ er seinen Rücktritt vom Präsidentenamt am 20. August 1839 dem Parlament per Boten zustellen.
Der Regierungssitz Comayagua war 1839 von den Truppen von José de la Trinidad Francisco Cabañas Fiallos besetzt.
Unter dem politisch militärischen Druck von Morazán gab Bustillo das Präsidentenamt an sein Regierungskabinett unter der Leitung von Monica Bueso und Francisco de Aguilar und wurde Kriegsminister von 24. August 1839 bis Januar 1840.
Von 1. März 1852 bis 18. Oktober 1855, unter der Regierung von General Fiallos, war Bustillo Richter am Gericht von Comayagua.